# Gottfried Nikolaus Ittig
Gottfried Nikolaus Ittig (* 4. August 1645 in Leipzig; † 22. April 1710 ebenda) war ein deutscher Rechtswissenschaftler.

## Leben
Gottfried Nikolaus Ittig wurde als Sohn des Doktors der Medizin und Professors der Physik an der Universität Leipzig Johann Ittig (* 8. Oktober 1607 in Schleusingen; † 21. Juli 1676 in Leipzig) und dessen Frau Sabina Elisabeth, die Tochter des Theologen Thomas Weinreich, geboren. Er hatte ein Studium an der Universität Leipzig und an der Universität Rostock absolviert. 1676 erwarb er in Leipzig den akademischen Grad eines Magisters der Philosophie und promovierte danach zum Doktor des kirchlichen und weltlichen Rechts.
1684 wurde er außerordentlicher Professor der Rechte mit dem Titel Publ. De Verbor. Signif. et Regul juris, wurde 1687 Assessor der juristischen Fakultät und stieg 1702 in die ordentliche Professur der Instituten auf. 1705 wurde er Professor der Pandekten und damit verbunden Domherr in Merseburg. Schließlich wurde er 1708 Professor des Kodex und damit verbunden Kanoniker in Naumburg.
Auch hatte sich Ittig an den organisatorischen Aufgaben der Leipziger Hochschule beteiligt. So war er Decemvir der Hochschule, Kollegiat am kleinen Fürstenkollegium sowie in den Wintersemestern 1685 und 1705 Rektor der Alma Mater. Er schrieb einige Dissertationen zivilrechtlichen Inhalts. Hervorzuheben wäre De clerici foro saeculari. (Leipzig 1703).
Ittig war mit Anna Getraut, der Tochter des kurfürstlichen Rats, sowie Ratssyndikus in Leipzig Günther Bösch, verheiratet. Seine Tochter Christina Sophia Ittig heiratete den Theologen Christian Ludovici.